# 굴나자르 켈디

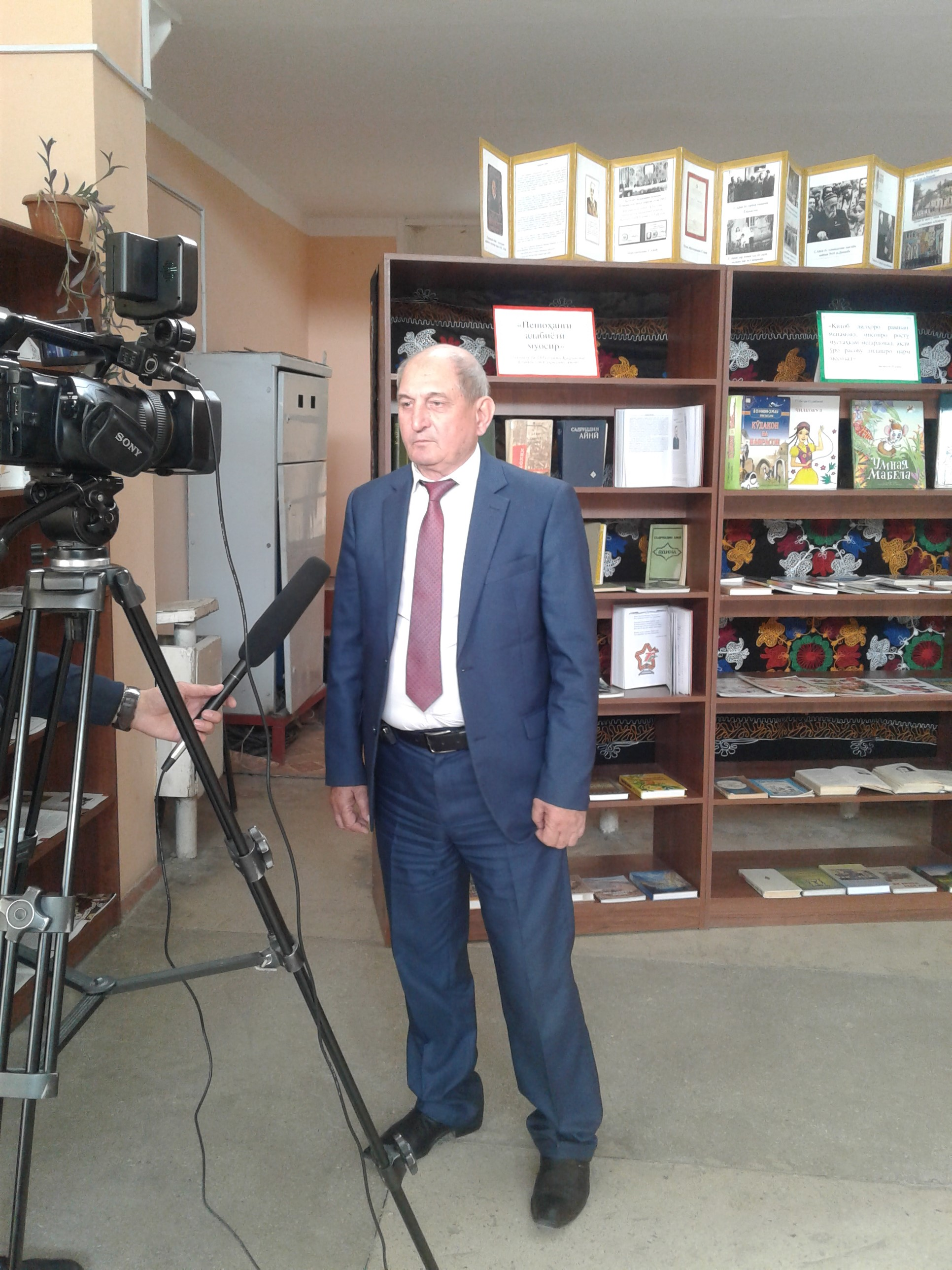

굴나자르 켈디예프 켈디예비치(타지크어: Гулназар Келдиевич Келдиев, 러시아어: Гулназар Келдиевич Келдиев, 1945년 9월 20일 ~ 2020년 8월 13일)은 타지키스탄의 시인이다.
그는 타지키스탄의 국가인 수루디 밀리의 가사를 쓴 것으로도 알려져 있다.